# Kraftwerk Tuanku Jaafar
Das Kraftwerk Tuanku Jaafar (bzw. Tuanku Ja'afar) ist ein GuD-Kraftwerk in Port Dickson, Bundesstaat Negeri Sembilan, Malaysia, das an der Straße von Malakka gelegen ist. Es wurde nach Tuanku Ja'afar benannt.
Das Kraftwerk ist im Besitz der Tenaga Nasional Berhad (TNB) und wird auch von TNB betrieben.

## Kraftwerksblöcke
Das Kraftwerk besteht aus zwei Anlagen. Die folgende Tabelle gibt einen Überblick:
| Anlage | Block | Max. Leistung (MW) | Betriebsbeginn | Turbine | Generator | Dampfkessel |
| ------ | ----- | ------------------ | -------------- | ------- | --------- | ----------- |
| 1      | 1     | 236                | 13.06.2005     | MHI     | Melco     | MHI         |
|        | 2     | 236                | 13.06.2005     | MHI     | Melco     | MHI         |
|        | 3     | 258                | 13.06.2005     | MHI     | Melco     |             |
| 2      | 1     | 230                | 02.2009        | GE      | GE        | N/E         |
|        | 2     | 230                | 02.2009        | GE      | GE        | N/E         |
|        | 3     | 250                | 02.2009        | Toshiba | Toshiba   |             |

Die beiden Anlagen bestehen aus je zwei Gasturbinen sowie einer nachgeschalteten Dampfturbine. An beide Gasturbinen ist jeweils ein Abhitzedampferzeuger angeschlossen; die Abhitzedampferzeuger versorgen dann die Dampfturbine.